# Gzexe
Gzexe je linuxový program, který umožní uživatelům zkomprimovat spustitelný soubor, nebo knihovnu. Ten se při spuštění rozbalí a poté teprve spustí. Po dokončení své činnosti se dekomprimovaná verze (větší) smaže, až do doby, kdy bude program zase potřeba. Tak se šetří místo na disku, i když se sníží rychlost spouštění programu. Pro ochranu před poškozením systému se původní soubor vymaže až po odzkoušení komprimovaného. Podobné programy existují i pro Windows a kapesní počítače.
Pro MS Windows existuje několik alternativ, například UPX, který umožňuje nastavit úroveň komprese souboru, dále také existují programy, které soubor pouze zašifrují, je tak chráněn proti odstranění protipirátské ochrany.